# Contea di Kent (Delaware)
La contea di Kent (in inglese Kent County) è una contea del Delaware centrale, negli Stati Uniti.
Il capoluogo della contea, e anche capitale dello Stato, è Dover.

## Geografia fisica
La contea confina a nord con la contea di New Castle, ad est si affaccia sulla baia di Delaware e ha un confine marittimo con le contee di Salem, di Cumberland e di Cape May del New Jersey. A sud confina con la contea di Sussex e a ovest con le contee di Caroline, Queen Anne e di Kent dello Stato del Maryland.
Il territorio è pianeggiante ed è situato nella parte nord-orientale della penisola di Delmarva. Ad est si affaccia sulla baia di Delaware verso la quale defluiscono la maggior parte dei fiumi della contea. Al confine con la contea di New Castle scorre il fiume Smyrna. Il fiume Leipsic presso la foce attraversa delle ampie zone umide che sono protette dal Bombay Hook National Wildlife Refuge, una riserva naturale di circa 65 km² in cui sostano numerose specie di uccelli migratori. Nell'area centrale scorre il fiume St Jones che nel tratto finale attraversa vaste zone umide e paludi costiere. Nella parte meridionale scorre il fiume Murderkill ed il Mispillion che segna larga parte del confine meridionale.
Nella contea si trova una comunità Amish di circa 1650 persone.
Il capoluogo di contea è Dover, che è anche la capitale dello Stato. Dover è posta al centro della contea ed è lambita dal fiume St Jones. Qui ha sede l'Università statale del Delaware. Le altre due città più importanti della contea sono Harrington e Milford (parzialmente nella contea di Sussex).

### Contee confinanti
- Contea di New Castle - nord
- Contea di Salem (New Jersey) - nord-est
- Contea di Cumberland (New Jersey) - est
- Contea di Cape May (New Jersey) - est
- Contea di Sussex - sud
- Contea di Caroline (Maryland) - sud-ovest
- Contea di Queen Anne (Maryland) - ovest
- Contea di Kent (Maryland) - nord-ovest

## Storia
Intorno al 1670 gli inglesi iniziarono a stabilirsi nella valle del fiume St. Jones. Nel 1680 il Duca di York istituì la contea di St. Jones, che fu ricavata dalle contee di New Amstel/New Castle e Hoarkill/Sussex. La contea di St. Jones fu trasferita a William Penn nel 1682 e divenne parte della colonia del Delaware istituita da Penn. La contea deve il suo nome al Kent, una contea inglese.
La città di Dover, dal nome della città di Dover nel Kent inglese, fu fondata nel 1717. Fu designata capitale del Delaware nel 1777.

## Comuni

### Cities
- Dover
- Harrington
- Milford

### Towns
- Bowers
- Camden
- Cheswold
- Clayton
- Farmington
- Felton
- Frederica
- Hartly
- Houston
- Kenton
- Leipsic
- Little Creek
- Magnolia
- Smyrna
- Viola
- Woodside
- Wyoming

### Census-designated places
- Dover Air Force Base
- Highland Acres
- Kent Acres
- Rising Sun-Lebanon
- Riverview
- Rodney Village
- Woodside East